# Renaldo and Clara
Renaldo and Clara – surrealistyczny film z 1978 w reżyserii Boba Dylana. Film był kręcony w 1975 podczas trasy koncertowej Rolling Thunder Revue.